# Operational Fires
Operational Fires (OpFires) — проєкт DARPA зі створення гіперзвукової ракетної системи з гіперзвуковим планером та наземним стартом. Основним підрядником є компанія Lockheed Martin.

## Історія
В січні 2021 року між Міноборони США та компанією Lockheed Martin було підписано третю угоду в рамках програми «Operational Fires» (OpFires) зі створення мобільної пускової установки гіперзвукових ракет. Розробка ведеться спільно з DARPA. Комплекс запозичить деякі напрацювання з системи HIMARS. Система являє собою універсальну твердопаливну балістичну ракету середньої дальності наземного базування AUR (All-Up-Round), оснащену блоком C-HGB у виконанні Block 1. Нові ракети розганятимуть гіперзвуковий блок Common-Hypersonic Glide Body (C-HGB) перспективної системи гіперзвукового ракетної зброї наземного базування LRHW (Long Range Hypersonic Weapon; також відома як англ. Dark Eagle).
Твердопаливний ракетний двигун виробництва компанії Northrop Grumman.
В липні 2022 року на ракетному полігону White Sands у Нью-Мексико відбулись успішні льотні випробування комплексу.
За даними DARPA, під час випробувань відбулося перше в історії використання вантажівки матеріально-технічного забезпечення Корпусу морської піхоти США (USMC) типу Logistics Vehicle System Replacement (LVSR) як пускової установки для ракети середньої дальності.
Тестування продемонструвало інтегроване технологічне поєднання ключових активних компонентів, включаючи ракетний двигун першого ступеня, ракетний контейнер і ракетний круглий «піддон» (MRP). Цей «піддон» розроблений для використання з вантажопідйомною системою, доступною на транспортних засобах матеріально-технічного забезпечення Корпусу морської піхоти США і армії, що усуває потребу в створенні спеціальної пускової установки для нової ракети.